# Sedlo (Böhmerwaldvorland)

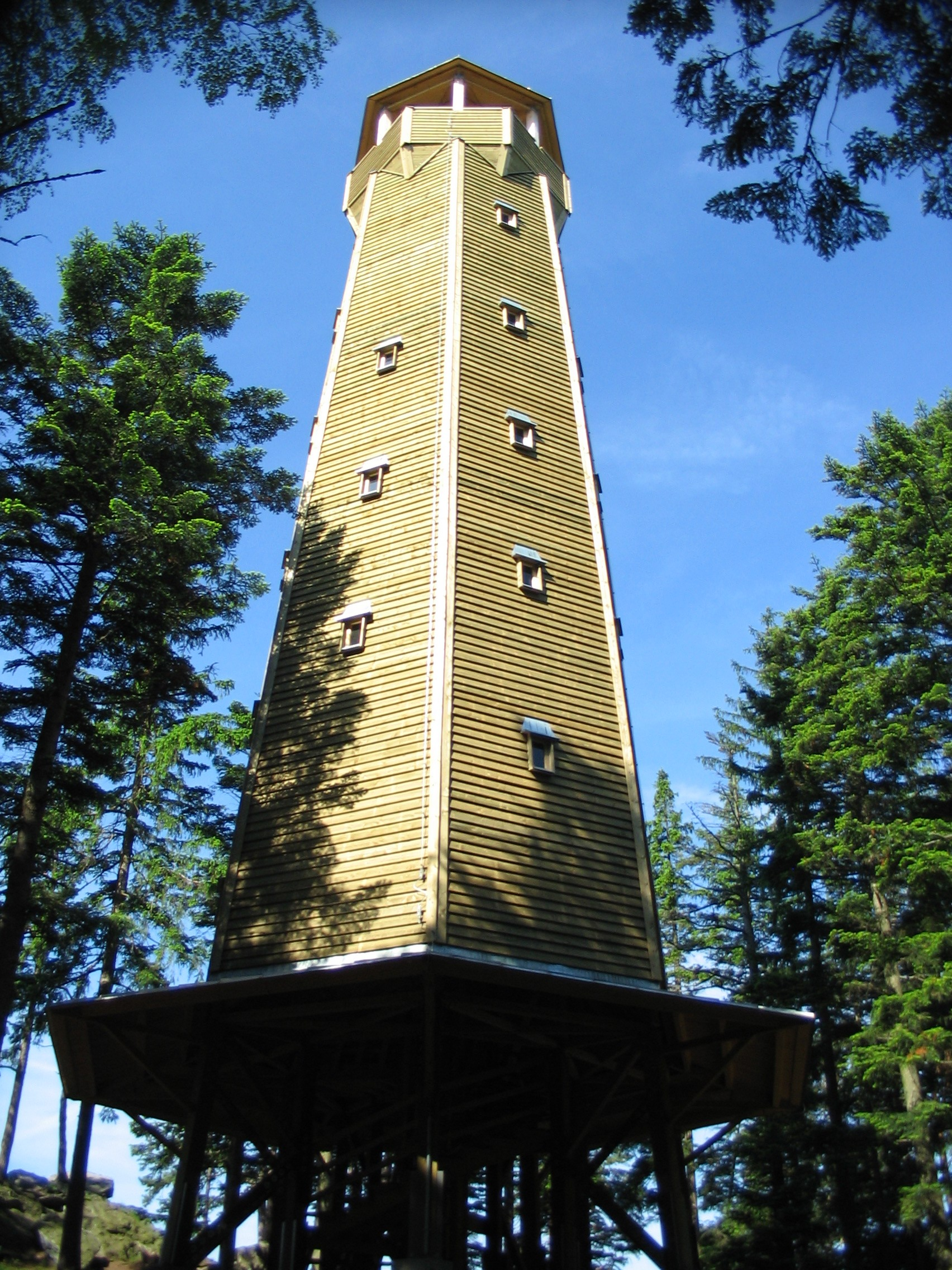
Aussichtsturm

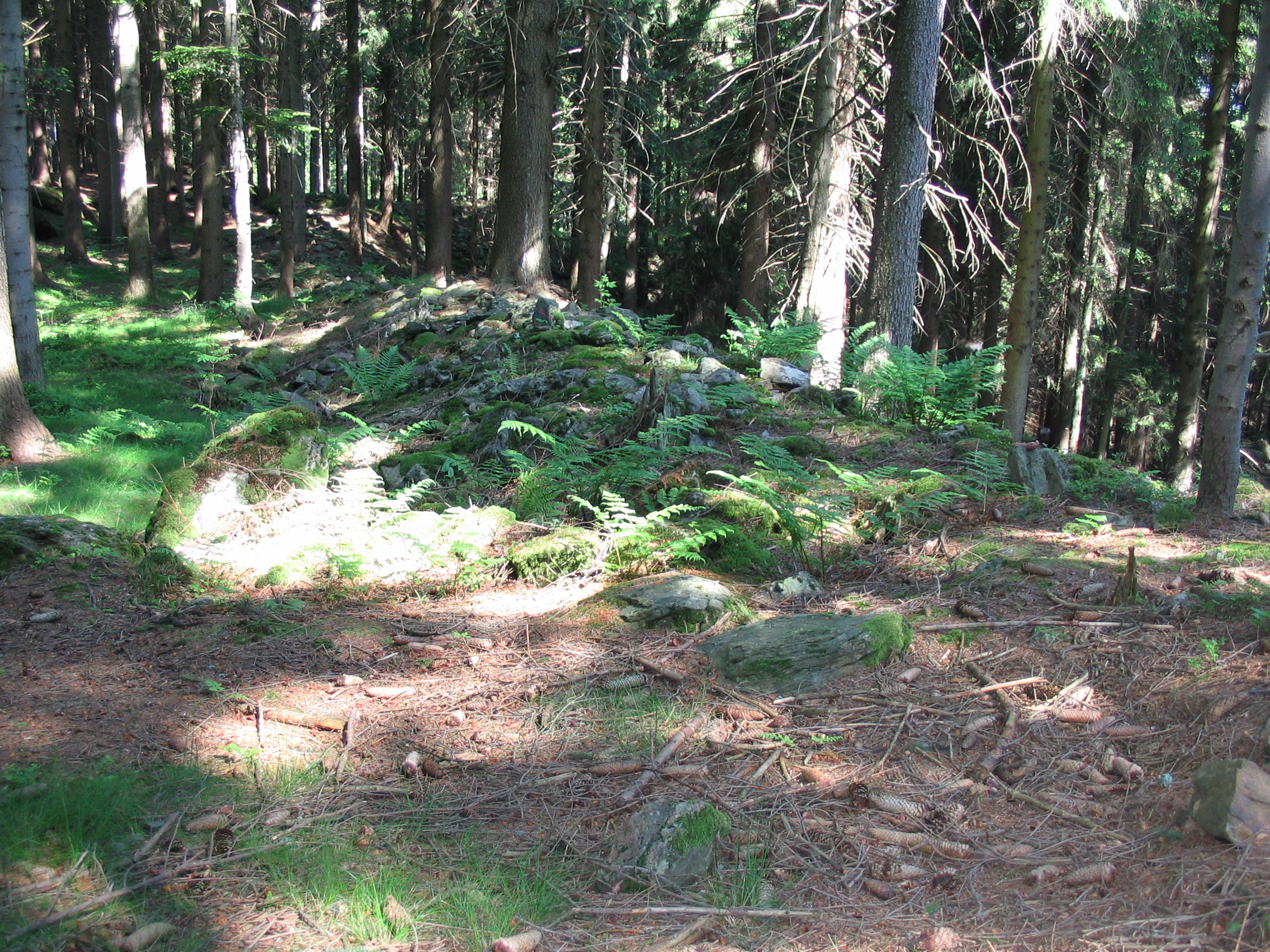
Reste des Burgstalls

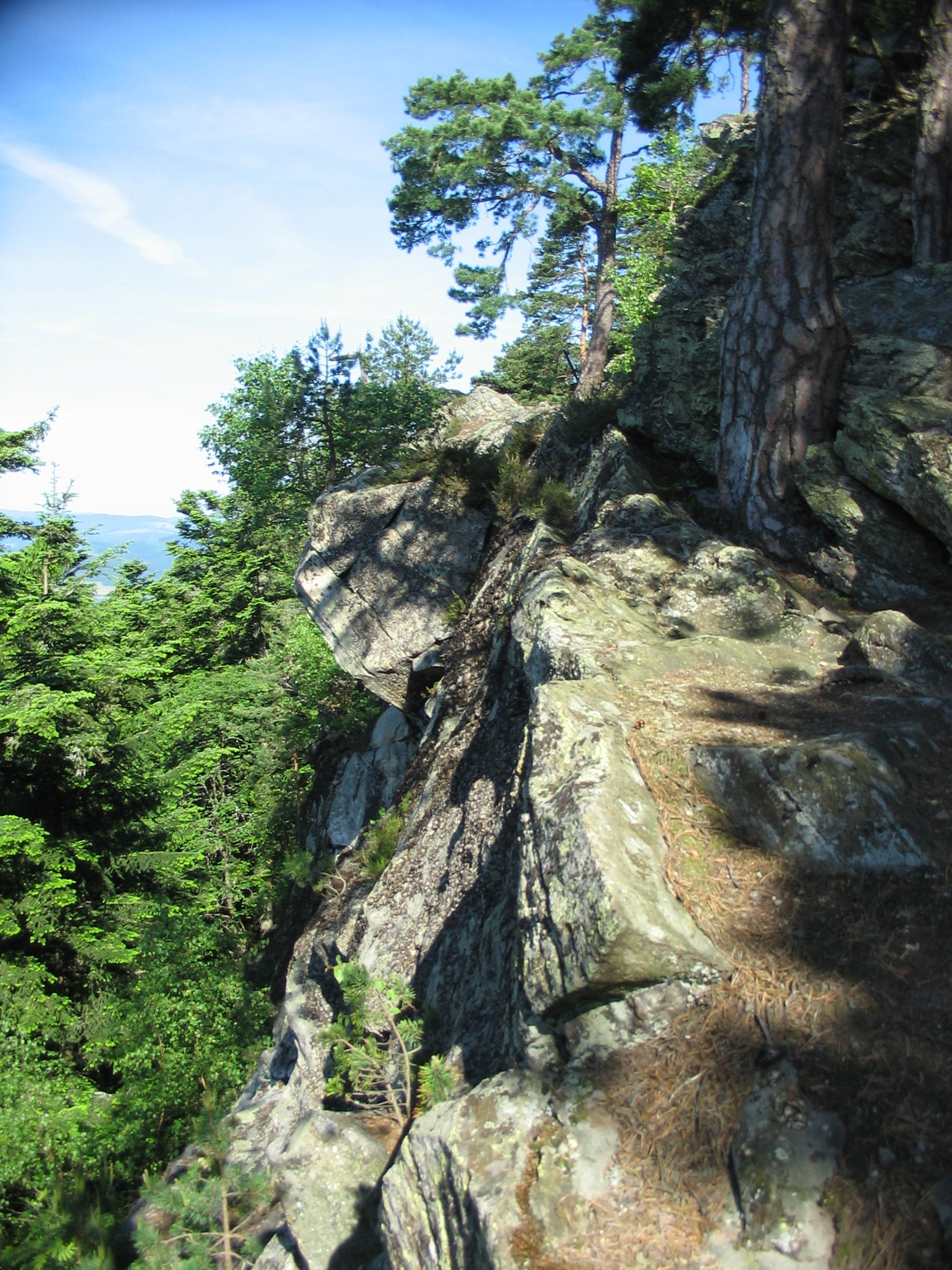
Felsen am Südhang

Der Sedlo (deutsch Hefenstein, volkstümlich Rittersattel) ist ein 902 m hoher, bewaldeter Berg in Tschechien. Er liegt fünfeinhalb Kilometer nördlich von Kašperské Hory bzw. sechs Kilometer südöstlich von Sušice in der zum Böhmerwaldvorland gehörigen Svatoborská vrchovina (Swatobor-Bergland). Auf dem Sedlo befindet sich eine frühgeschichtliche Wallburg, die neben dem Obří hrad zu den höchstgelegenen in Böhmen zählt.

## Geographie
Der Sedlo liegt im Naturpark Kašperská vrchovina. An seinem nördlichen Fuß entspringt der Podmokelský potok (Albrechtsbach) und am westlichen Fuß der Divišovský potok; gegen Osten liegt das Tal des Šimanovský potok. Während die Nordflanke des Berges auf Albrechtice zu sanft abfällt, ist der Südhang steil und felsig.
Umliegende Orte sind Albrechtice im Norden, Kadešice, Rozsedly, V Chalupách, Napajedla und Hájovna im Nordosten, Strádal, Kakánov und Šimanov im Osten, Nezdice na Šumavě, Ostružno und Klepačka im Südosten, U Durmáků, České Domky, Žlíbek und Nový Dvůr im Süden, Humpolec und Bohdašice im Südwesten, Dlouhá Ves und Platoř im Westen sowie Milčice, Vrabcov und Záluží im Nordwesten.

## Geschichte
Nach archäologischen Untersuchungen bestand während der jüngeren Hallstattzeit (Periode Ha D2–D3) und der älteren La-Tène-Zeit (Periode LTA1-LTB1) in der Zeit zwischen 470 und 385 v. Chr. eine keltische Fliehburganlage auf dem Sedlo. In der Latèneperiode LTC2 (180–125 v. Chr.) ist wiederum eine Nutzung der Befestigung auf dem Sedlo nachweisbar. Im 9. und 10. Jahrhundert wurde die Burgstätte letztmals genutzt.
Am Übergang vom 19. zum 20. Jahrhundert wurden am Sedlo mehrere Wanderwege angelegt, der bedeutendste führte von Albrechtsried zur Burg Karlsberg. Der dicht bewaldete Berg bot jedoch kaum Aussicht und erlangte wenig tourische Bedeutung. Während des Zweiten Weltkriegs wurde auf dem Sedlo ein militärischer Aussichtspunkt angelegt, der bis in die 1950er-Jahre genutzt wurde. Nachdem die Armee den Sedlo in der Mitte der 1960er-Jahre wieder freigegeben hatte, wurde der ehemalige Wachturm zunehmend von Touristen aufgesucht. Im Laufe der Zeit stürzten die baufälligen Gebäude und der Wachturm schließlich ein. Nach der Samtenen Revolution wurde mit Unterstützung von Sponsoren der Bau eines Aussichtsturmes auf dem Sedlo ins Auge gefasst. Realisiert wurde der Bau im zweiten Halbjahr 2009.

## Burgstall
Die Burganlage war durch einen 920 m langen Wall geschützt, der ein Areal von 400 m Länge und 32 bis 114 m Breite umschloss. In die Wallanlage wurden auch natürliche Felsformationen des Sedlo einbezogen. Die bis zu 13 m breiten steinernen Wälle erhoben sich um einen bis anderthalb Meter über das Niveau des Burginneren; durch das Hanggefälle erreichten sie an der Außenseite eine Höhe von bis zu zehn Metern. Über den Trockenmauern des Walls befand sich wahrscheinlich eine von Südosten her zugängliche hölzerne Burg, deren Kern im südöstlichen Teil auf dem höchsten Punkt des geschützten Terrains vermutet wird. Der Zugang erfolgte über ein 17 m langes und anderthalb Meter breites Tor. Gräben bestanden nicht.

## Aussichtsturm
Der 27,75 m hohe Turm mit siebeneckigem Grundriss wurde am 30. November 2009 fertiggestellt und am 13. Dezember 2009 eingeweiht. Die überdachte Aussichtsplattform befindet sich in einer Höhe von 23,75 m. Zum Erhalt der natürlichen Gestalt des Sedlo wurde der Gipfelwald in der Umgebung des Turmes belassen. Vom Turm bietet sich vor allem nach Süden hin ein weiter Ausblick auf den Zámecký vrch (Schlossberg) mit der Burg Kašperk sowie den Kamm des Böhmerwaldes mit dem Großen Arber, Großen Rachel, Pancíř (Panzer), Špičák (Spitzberg), Poledník (Mittagsberg), Ždánidla (Steindlberg), Huťská hora (Knappenberg), Ždánov (Zosumberg) und Javorník (Jawornik). Der Ausblick in andere Richtungen wird durch hohe Bäume eingeschränkt, sichtbar sind der Čerchov (Schwarzkopf), der Svatobor (Swatobor), die Burg Rabí und die Kirche Sankt Maurenzen.